# Amédée-Dominique Dieudonné
Pour les articles homonymes, voir Dieudonné (homonymie).
Amédée Dominique Dieudonné (1890-1960) est un luthier français. Ses instruments se sont vendus en Europe et aux États-Unis.

## Biographie
Fils du luthier Albert Dieudonné, Amédée Dominique Dieudonné naît le 6 août 1890 à Mirecourt dans les Vosges. Amédée Dominique Dieudonné est formé par Gustave Bazin, puis à l'atelier Darche de Bruxelles. Après la Première Guerre mondiale, il s'établit comme luthier à Mirecourt dans les années 1920. Spécialisé dans les copies des maîtres crémonais, il excelle dans le rendu des vernis, allant du jaune rouge au rouge vif.
Amédée Dominique Dieudonné meurt le 1er février 1960, à Mirecourt.

## Filiation
Parmi ses nombreux élèves, on peut citer Charles René Bazin, Jacques puis Alfred-Eugène Holder, Pierre Claudot , Pierre Vogelweith, Rambert Würlizer, Victor Aubry, Philippe Coornaert, William Mönig, Jean Striebig, Étienne Vatelot.

## Sources
- René Vannes : Essai d’un dictionnaire universel des luthiers,  Librairie Fischbacher, Paris, 1932.